# Supermanoela
Supermanoela é uma telenovela brasileira que foi produzida e exibida pela TV Globo de 21 de janeiro a 2 de julho de 1974, em 140 capítulos. Substituiu Carinhoso e foi substituída por Corrida do Ouro, sendo a 13.ª "novela das sete" exibida pela emissora.
Escrita por Walther Negrão e dirigida por Gonzaga Blota e Reynaldo Boury, foi produzida em preto-e-branco.
Teve Marília Pêra como a personagem título e Paulo José, Carlos Vereza, Antônio Pedro, Fausto Rocha, Carlos Alberto Riccelli, Carmem Monegal, Irene Stefânia, Rubens de Falco, Daisy Lucidi, Urbano Lóes, Rosita Thomaz Lopes, Francisco Dantas e Zilka Salaberry nos papéis principais.
Assim como grande parte das tramas anteriores ao ano de 1975, foi totalmente perdida no incêndio que atingiu o acervo da TV Globo em 1976. Restando apenas chamadas de estreia e fotos de bastidores.

## Enredo
No Rio de Janeiro, depois de um longo período sob cuidados médicos, sendo submetido a caros tratamentos, Donato Mendes, funcionário de uma fábrica de cosméticos, morre de uma doença rara. Sua família - formada pela viúva Carolina, pelo pai Nicolau e pelas filhas Regina e Sílvia - passa a enfrentar sérias dificuldades financeiras se vendo obrigada a demitir a doce e dedicada empregada Manoela e o pai dela, o jardineiro Seu Julião. Manoela, no entanto, não aceita a demissão e se oferece para trabalhar de graça, tornando-se uma mistura de anjo da guarda, conselheira e administradora da casa. Além de lavar, passar, cozinhar, fazer faxina e ajudar a pagar as dívidas costurando para fora, Manoela vive tentando levantar o ânimo dos moradores do casarão. Para conseguir pagar a hipoteca da casa, ela sugere que Dona Carolina alugue dois dos quartos vagos.
Os novos inquilinos são quatro estudantes de diferentes estados recém-chegados ao Rio para tentar o vestibular: Solano, rapaz pernambucano de origem humilde e com personalidade forte que, planejando tratar as enfermidades dos desamparados, tem vontade de ser médico. Apaixona-se por Maria Elvira, mulher atraente e mais velha do que ele, que ainda por cima é casada com o delegado Diógenes; o desajeitado e baixinho Chico, filho de uma família de colonos no interior de Minas Gerais, que não tem tato para o trabalho no campo mas, impulsionado por seu pai, se dirigiu a cidade grande com o plano de cursar Agronomia para ajudar a família. Na cidade, envolve-se com a estudante Laurita Bueno, filha do excêntrico milionário Jorge; o tímido e romântico Ribamar, advindo do Maranhão, que tem ambições intelectuais e quer se formar em Sociologia mas, para se sustentar no Rio, é obrigado a fazer trabalhos menos nobres, como traduzir fotonovelas. Além disso, engata um romance com Sílvia; e Gabriel, o mais abastado dos quatro, advindo de uma família de Santa Catarina com boa situação financeira. Recebe mesada dos pais e veste roupas elegantes que os outros amigos vivem pedindo emprestado. Além disso, deseja cursar Arquitetura para voltar para sua cidade natal e se casar com a sua namorada.
Os amigos conhecem, no cursinho pré-vestibular, o bonachão Marcelo, conhecido como "Marcelo, o Belo", um homem de 40 anos, solteirão que ainda mora com a mãe, a simpática Dona Cibele, e que já prestou vestibular nove vezes para diferentes faculdades, porque sempre mudava de curso. Frequentando o casarão onde os rapazes se instalaram, acaba conhecendo e se apaixonando por Manoela. O envolvimento amoroso de ambos acaba proporcionando a Manoela esquecer um pouco os problemas alheios e viver a própria vida.

## Elenco
| Interprete              | Personagem                             |
| ----------------------- | -------------------------------------- |
| Marília Pêra            | Manoela                                |
| Paulo José              | Marcelo, o Belo (Marcelo Dias Batista) |
| Carlos Vereza           | Solano                                 |
| Antônio Pedro           | Francisco (Chicão)                     |
| Fausto Rocha            | Gabriel                                |
| Carlos Alberto Riccelli | Ribamar                                |
| Daisy Lucidi            | Maria Elvira                           |
| Rubens de Falco         | Delegado Diógenes                      |
| Carmem Monegal          | Sílvia Mendes                          |
| Irene Stefânia          | Laurita Bueno                          |
| Francisco Dantas        | Donato Mendes                          |
| Zilka Salaberry         | Carolina Mendes                        |
| Gracindo Júnior         | Mário                                  |
| Roberto Pirillo         | Paulo                                  |
| Lúcia Alves             | Raquel                                 |
| Suzana Gonçalves        | Regina Mendes                          |
| Sérgio Britto           | Jorge Dias Batista                     |
| Urbano Lóes             | Seu Julião                             |
| Rosita Thomaz Lopes     | Dona Cibele                            |
| Manfredo Colassanti     | Seu Nicolau Mendes                     |
| Rogério Fróes           | Kico                                   |
| Zezé Motta              | Doralice                               |
| Diana Morel             | Tereza                                 |
| Arnaldo Weiss           | Nabuco                                 |
| Apolo Correia           | Seu Felipe                             |
| Margarida Rey           | Dona Lígia                             |
| José Steinberg          | Dr. Isaak                              |
| Jorge Botelho           | Luiz (Lula)                            |
| Kátia D'Angelo          | Roseli                                 |
| Vinícius Salvatori      | Reinaldo                               |
| Teresa Cristina Arnaud  | Kate                                   |
| João Signorelli         | Fernando (Nando)                       |
| Ada Chaseliov           | Tetê                                   |
| Odilon Wagner           | Renato                                 |
| Rita de Cássia          | Kate                                   |
| Eleonora Soledade       | Ana (Aninha)                           |
| Ana Maria Jensen        | Marlene                                |
| Ruy Fiuzza              | Manoel                                 |
| Rogério Pitanga         | Quiquinho                              |
| Ary Fontenelle          | Max                                    |
| Augusto César           | Amigo de Solano                        |
| Enéas Ricardo           | Da turma de Nando                      |
| Fábio Sabag             | Síndico do edifício de Marcelo         |
| Fausto Famma            | Construtor                             |
| Francisco Silva         | Motorista de Diógenes                  |
| Frank Mello             | Da turma de Nando                      |
| Gina Teixeira           |                                        |
| Gonzaga Vasconcellos    | Alcides                                |
| Ísio Fuks               | Da turma de Nando                      |
| José Steinberg          | Dr. Isaac                              |
| Junia Sarita            | Dona Maria                             |
| Leonel Linhares         | Da turma de Nando                      |
| Luiz Paulo              | Da turma de Nando                      |
| Marcus Antônio          | Da turma de Nando                      |
| Margareth Boury         | Da turma de Nando                      |
| Maria Ligia             | Lígia                                  |
| Marlene Costa           | Matilde                                |
| Moacyr Bastos           | Zelador do prédio                      |
| Moisés Waissman         | Da turma de Nando                      |
| Nicole Klein            | Márcia                                 |
| Pedro Veras             | Da turma de Nando                      |
| Teresa Cristina         | Lúcia                                  |
| Tony Ferreira           | Empregado de Jorge                     |
| Wilma Coelho            | Jô                                     |
| Zilamar Rosa            |                                        |

## Produção
Depois dos primeiros meses de gravação, Marília Pêra, intérprete da protagonista Manoela, teve uma séria crise de estafa pelo trabalho consecutivo na emissora. "Nessa ocasião toda novela tinha sempre uma moça humilde que se apaixonava pelo patrão, nessa (Supermanoela) era o personagem do Paulo José, o Marcelo. Depois de estar fazendo a quarta novela seguida eu estava cansada. Portanto, quando voltei, avisei ao Boni que eu estava estressada, mas chegou um momento em que eu não conseguia mais decorar o texto, justamente por estar trabalhando muito, na televisão e no teatro. Então, um dia eu entrei na sala do Boni e pedi para sair da novela, não suportava mais. Acabei voltando depois nos últimos capítulos. O resultado dessa história é que, como pedi para sair, acabei ficando afastada 14 anos da Rede Globo, mas não por minha opção", revelou Marília em 2003. A atriz só voltaria à teledramaturgia oficialmente, no elenco fixo de alguma produção, oito anos depois na minissérie Quem Ama não Mata e, em 1987, na novela Brega & Chique.
Era frequente que as cenas em que Marília Pêra contracenava com Paulo José terminassem com os dois desatando a rir. A atriz conta que eles não conseguiam se levar a sério como par romântico e riam sempre que tinham que dar um beijo em cena. Elizângela, depois de gravar dez capítulos como Regina Mendes, descobriu que estava grávida e foi rapidamente substituída por Suzana Gonçalves.
"Hoje em dia dizem que Supermanoela foi um sucesso. Em termos de números, foi. Mas foi uma novela cheia de brigas entre mim e o elenco, e entre o elenco e a direção. Eu estava exausto. Nós pusemos o Paulo José para repetir um pouco o que ele tinha feito (o Shazan, de O Primeiro Amor), mas apenas como galã. Isso foi um equívoco" – revelou Walther Negrão que, ao longo da trama, deixou o casal protagonista em segundo plano, centrando a história nos jovens vestibulandos. Carmen Monegal e Carlos Alberto Ricceli, em suas primeiras tramas na Globo, pediram rescisão de seus contratos durante a novela, por discordarem do texto.

## Exibição
Os capítulos da trama se perderam no incêndio de 1976 da Globo do Rio de Janeiro. Restando apenas fotos do elenco.

## Música

### Nacional
Capa: Marília Pêra
1. Quando Me Sinto Só - Wanderley Cardoso
2. Marcelo, o Belo - Coral Som Livre
3. Moça do Rosto Bonito - Wanderley Cardoso
4. Toró de Lágrimas - Djalma Dias
5. Simplesmente - Maria Creuza
6. Supermanoela - Betinho
7. Manuela - Rildo Hora
8. Laura - Pery Ribeiro
9. Dona de Casa - Antônio Carlos & Jocafi
10. Oi Lá - Eustáquio Sena
11. Pernoite - Waltel Branco
12. Presunçosa - Djavan

### Internacional
Capa: Logotipo da Novela
1. Sylvia - Stevie Wonder
2. The Love I Lost - Allen Brown
3. Hey Hey - Pop Concerto Orchestra
4. Betcha By Golly, Wow! - The Stylistics
5. Witch Doctor Bump (Melô do Pato) - The Chubukos
6. You Are Everything - Diana Ross & Marvin Gaye
7. Goodbye Yellow Brick Road - Elton John
8. I'm Falling In Love With You - Little Anthony and the Imperials
9. Hot Rod - Willy Zango & The Mechanix
10. Devil Or Angel - Brian Hyland
11. Chérie Sha La La - Anarchic System
12. Parlez-moi de Lui - Nicole Croisille
13. Like I Do - Pat McManus
14. Softly - Free Sound Orchestra

- Sonoplastia: Roberto Rosemberg
- Músicas: Antônio Carlos e Jocafi
- Coordenação geral: João Araújo
- Produção musical: Eustáquio Sena
- Arranjos: Waltel Branco